# تشارلز كولين
تشارلز كولين (بالإنجليزية: Charles Cullen) هو ممرض وقاتل متسلسل أمريكي، ولد في 22 فبراير 1960 في ويست أورنج في الولايات المتحدة.

## وصلات خارجية
- تشارلز كولين على موقع إن إن دي بي (الإنجليزية)